# 적외선 간섭 분광계 및 방사계
적외선 간섭 분광계 및 방사계 (Infrared interferometer spectrometer and radiometer, IRIS)는 보이저 탐사선의 과학 장비로, 세 가지 다른 물리 특성을 측정한다. 장비 자체는 두 개의 분리된 장비로 구성되어 있으며, 이 두 장비가 함께 하나의 대구경 망원경 체계를 공유한다.
적외선 간섭계 및 분광계는 두 가지 기능을 수행하는데, 온도계 혹은 분광계로 기능할 수 있다. 온도계는 물체에서 방출되는 열 에너지를 관찰하고 측정할 수 있으며, 분광계는 대기 혹은 천체 표면에 존재할 수 있는 다양한 원소, 분자, 화합물을 빛 스펙트럼을 통해 식별한다. 별도의 방사계는 천체에서 반사되는 적외선, 가시광선, 자외선을 측정할 수 있게 해준다.

## 역사
IRIS의 초기 기판은 1960년대 님부스 3호와 님부스 4호에 실렸다. 1971년에는 마리너 9호에서 화성을 탐사하기 위해 초기 시제품이 사용되었다.

## 목표
이 장비는 주로 아래 관측 목표를 달성하기 위해 측정한다.
- 대기의 수직적인 열 구조 결정 (이는 대기역학 모델링에 도움을 준다).[2]
- 수소와 헬륨의 존재와 그 양 측정 (원시 태양 성운에서 그 비율에 대한 이론 검증).
- 태양으로부터 흡수되는 에너지와 방출되는 에너지의 균형 결정 (행성의 기원, 진화, 내부 과정 연구에 도움).

## 발견
보이저가 토성을 지나가는 동안 IRIS는 타이탄의 대기에서 복잡한 유기 분자를 발견했다. 이 발견은 2005년 카시니-하위헌스 탐사선으로 추가로 조사, 확인되었다.

## 참고 문헌
- “Infrared Interferometer Spectrometer and Radiometer”. 《voyager.jpl.nasa.gov》. N.A.S.A. 2018년 8월 4일에 확인함.